# Anthótopos
Anthótopos är en ort i Grekland.   Den ligger i prefekturen Nomós Ártas och regionen Epirus, i den centrala delen av landet, 270 km nordväst om huvudstaden Aten. Anthótopos ligger 9 meter över havet och antalet invånare är 302.
Terrängen runt Anthótopos är platt åt sydväst, men åt nordost är den kuperad. Runt Anthótopos är det ganska tätbefolkat, med 67 invånare per kvadratkilometer. Närmaste större samhälle är Arta, 6,1 km norr om Anthótopos. Omgivningarna runt Anthótopos är en mosaik av jordbruksmark och naturlig växtlighet.